# Aeneida (opera)
Aeneida (v ukrajinském originále Енеїда) je opera-travestie ukrajinského skladatele Mykoly Lysenka ve třech jednáních z roku 1910.
Za autora libreta (na motivy první části stejnojmenného eposu Ivana Kotljarevského, publikované roku 1798) byl dlouho považován dramatik a divadelník Mykola Sadovskyj. Pozdější výzkumy však prokázaly, že Sadovskému jakožto divadelnímu řediteli patřila spíše samotná myšlenka opery, zatímco samotné libreto sestavila Ljudmyla Mychajlivna Starycka-Černjachivska. Využila přitom v řadě částí i původního textu Kotljarevského poémy. V době vzniku bylo libreto oficiálně vydáváno za dílo jejího otce Mychajla Staryckého, dřívějšího „dvorního“ libretisty Nykoly Lysenka. Důvodem byl ohled na cenzuru, protože Staryckyj již v 90. letech 19. století získal cenzurní povolení na dramatizaci Kotljarevského Aeneidy, čímž se obešla nutnost nového cenzurního řízení.
Opera vznikla roku 1910 a poprvé ji uvedla (soukromá) divadelní společnost Mykoly Sadovského, 23. listopadu (podle gregoriánského kalendáře 6. prosince) 1910, dirigoval Hans Jelinek. Prvním představitelem Aenea byl Volodymyr I. Zoldenko-Kruglov, Didony Olena D. Petljašová, Jupitera M. Čornomorec (Karlašov), Bakcha D. Myronenko, Apollona V. M. Verchovinec (ten řídil i choreografii), Aeola S. Ju. Butovskyj, Junony M. Je. Mališová-Fedorecová, Marta S. F. Paňkivskyj, režíroval M. Sadovskyj, výpravu navrhl P. Ďakov. Nastudování byl přítomen sám skladatel, a jak vzpomínala pěvkyně Olena Petljašová, „s Aeneidou jsme se natrápili, protože Mykolovi Vitalijovyči nebylo snadné vyhovět“. Aeneida měla značný ohlas a roku 1911 s ní Sadovského divadlo úspěšně hostovalo i v Petrohradě.
Opera má mluvené dialogy a při svém uvedení byla – i pro své groteskní rysy – označována jako opereta. Zejména centrální a divadelně nejúčinnější prostřední akt má mnoho společného s druhým dějstvím Orfea v podsvětí Jacquese Offenbacha.
Děj opery se odehrává na Zemi a na Olympu, v bydlišti bohů. Zatímco témata spojená s Didonou a Aeneem získala oduševněle lyrický charakter, mají scény s bohy satirickou povahu. Zatímco Kotljarevskyj především zpracoval antický mýtus a Vergiliovu báseň jako parodickou burlesku, Lysenko jim navíc podsunul politický význam. Bohové na Olympu jsou satirickým zobrazením parazitní absolutistické vlády (samoděržaví). To ve svých pamětech potvrzoval i Lysenkův syn Ostap: „…skladatele přitahovala možnost vytvořit na komicko-satirické rovině záporné postavy cara a jeho dvořanů v podobě dobře známých mytologických figur“. Bůh Mars je obhroublý vojenský omezenec a seladon; „hrůzný“ Jupiter je nadutý fanfarón, strašpytel, opilec a obžera. Bohové tráví čas nepřetržitou zahálkou. Hudební portrét Marta, Jupitera a Bakcha má bravurní rysy. Venuše zpívá virtuózní koloraturní valčík. Základem hudební charakterizace Didony a Aenea je naproti tomu ukrajinská lidová píseň. V opeře je skloubena tradice ukrajinské literatury, básnictví, burlesky i frašky. Nejkrásnější místa jsou loučení Aenea s Didonou (finále) a obraz moře.
Největší oblíbenosti dosáhl orchestrální úvod druhého dějství, „Jupiterův pochod“ (též „Průvod bohů“), s důrazným pochodovým doprovodem, bombastickými fanfárami a mohutnými akordy ve fortissimu.
Klavírní výtah opery vyšel roku 1955, v jazykové úpravě Maksyma Rylského. Orchestraci upravil v roce 1927 Borys Ljatošynskyj a později též Vasilij Pavlovič Nachabin; premiéra této verze proběhla 28. května 1958 v divadle Tarase Ševčenka v Kyjevě.

## Děj opery
Po zničení Tróje Řeky uprchl Aeneas s hrstkou Trójanů po moři. Juno, která nemá Aenea, syna Venuše, v lásce, přikáže bohu větrů Aeolovi, aby rozpoutal bouři a nechal koráb Trójanů ztroskotat. Aeol vypustí vichr a vyvolá hrozivou bouři, ale Aeneas obětuje bohu moří Neptunovi a bouře utichne. Venuše, strachující se o svého syna, přichází na Junonu žalovat svému otci Jupiterovi. Ten jí řekne, že Aeneův osud je již dán: dopluje do Říma a založí tam velkou říši, jež bude vládnout celému světu. – Trójané se po dlouhé plavbě dostanou do Kartága, kde vládne královna Dido. Ta se do Aenea zamiluje a rozptýlí ho tak, že zapomene na svůj hlavní úkol – vybudování Říma. Když je Jupiter z Olympu uvidí, rozzlobí se a pošle Merkura, aby připomenul Aeneovi jeho dějinný úkol. Aeneas s Trójany znovu prchá z Kartága a Dido se ze žalu upálí.